# Jorge García Marín

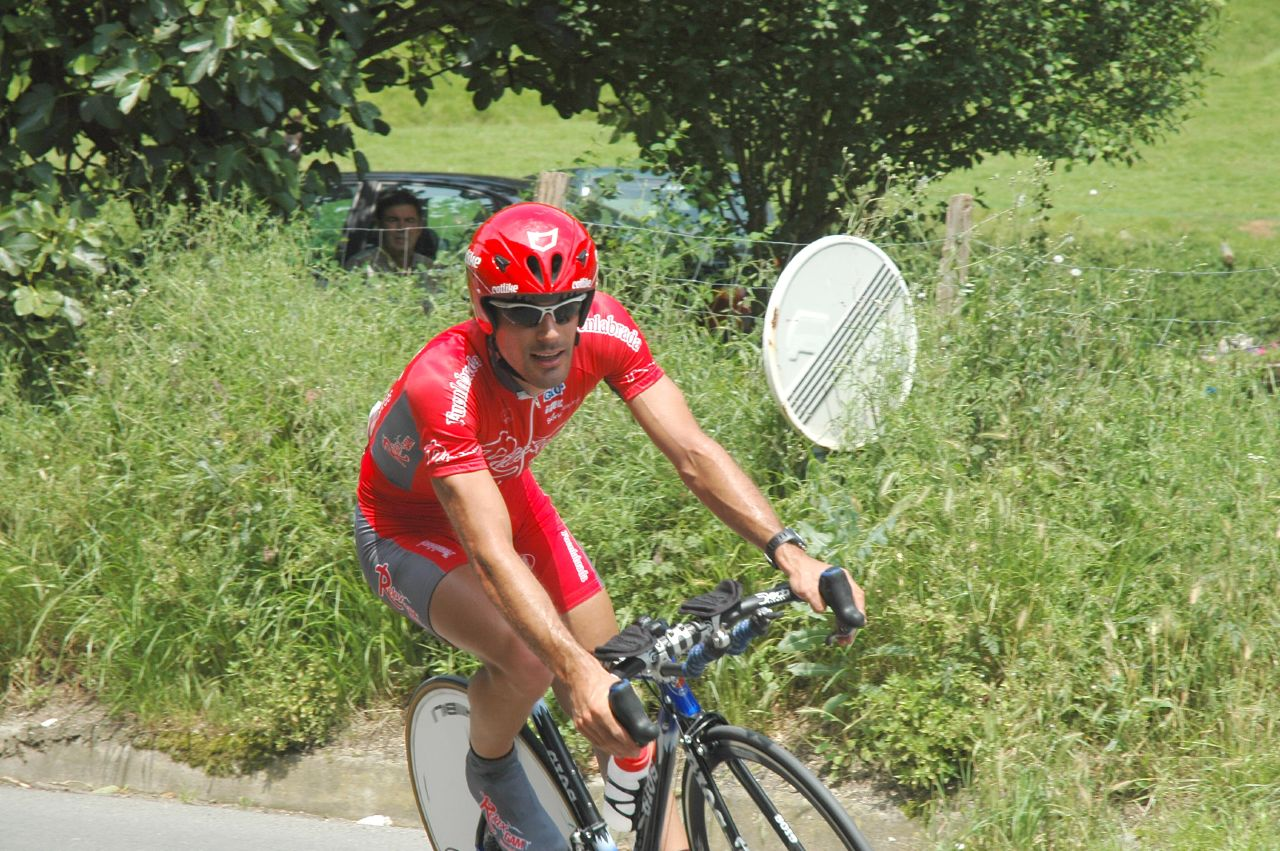
Jorge García bei der Euskal Bizikleta 2007

Jorge García Marín (* 23. April 1980 in Saragossa) ist ein ehemaliger spanischer Radrennfahrer.
Jorge García begann seine Karriere 2004 bei dem Radsportteam Cafes Baque. In seinem ersten Jahr entschied er die vierte Etappe der Valencia-Rundfahrt für sich. Ab 2005 fuhr García Marín für das spanische Professional Continental Team Relax Fuenlabrada. Dreimal startete er bei der Vuelta a España, konnte dabei aber keine herausragenden Erfolge verbuchen.
Ende der Saison 2007 beendete er seine aktive Karriere.

## Erfolge
2004
- eine Etappe Valencia-Rundfahrt

## Teams
- 2004 Cafes Baque
- 2005 Relax Fuenlabrada
- 2006 Relax-Gam
- 2007 Relax-GAM Fuenlabrada